# Tetraommatus ocularis
Tetraommatus ocularis là một loài bọ cánh cứng trong họ Cerambycidae.